# Momordica subangulata
Momordica subangulata är en gurkväxtart. Momordica subangulata ingår i släktet Momordica och familjen gurkväxter.

## Underarter
Arten delas in i följande underarter:
- M. s. renigera
- M. s. subangulata